# Traité de La Jaunaye

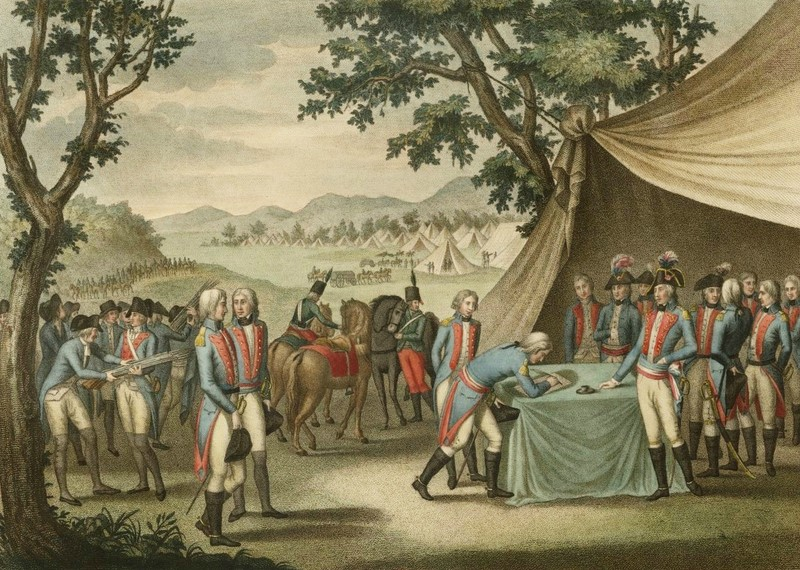
The Pacification of the Vendee, estampe imprimée à Londres en 1804.

Le traité de La Jaunaye est un accord de paix signé le 17 février 1795 au manoir de La Jaunaye, à Saint-Sébastien, près de Nantes, pendant la guerre de Vendée. 
Le texte est signé uniquement par les représentants de la Convention. L'accord est accepté par le général Charette, chef de l'armée du Bas-Poitou et du Pays de Retz, et le général Sapinaud, chef de l'armée du Centre. Il est en revanche rejeté par le général Stofflet, chef de l'armée d'Anjou.
L'accord est rompu par Charette le 24 juin 1795, à la suite de l'expédition de Quiberon.

## Contexte

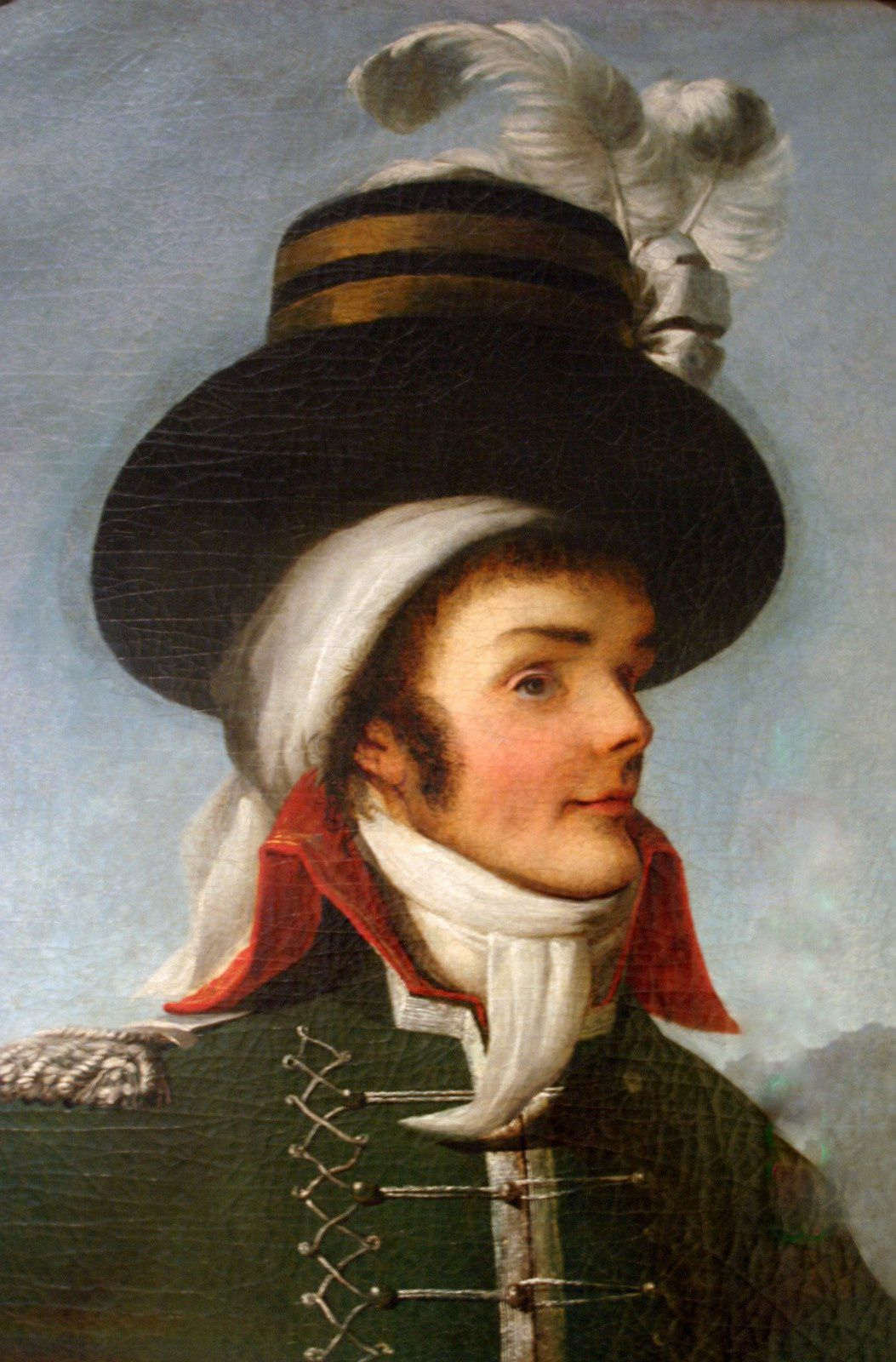
Portrait de François Athanase Charette de La Contrie, huile sur toile anonyme, vers 1795, mairie de Saint-Lumine-de-Coutais.

En mai 1794, Turreau, commandant de l'Armée de l'Ouest, est rappelé et la pratique des colonnes infernales prend fin ; après la chute de Robespierre, Hoche est nommé à la tête de l'Armée des Côtes de Brest (août 1794) et Canclaux à la tête de l'Armée de l'Ouest (octobre 1794) ; ces deux généraux sont partisans d'une politique de pacification. Les forces vendéennes sont quant à elles dirigées par François Athanase Charette de La Contrie, général de l'armée du Bas-Poitou et du Pays de Retz ; Jean-Nicolas Stofflet, général de l'armée d'Anjou et Charles Sapinaud de La Rairie, général de l'armée du Centre.
De son côté la Convention thermidorienne décide de passer à une politique de clémence. Le 1er décembre 1794, plusieurs députés du Maine-et-Loire, des Deux-Sèvres et de la Vendée présentent un exposé dans lequel ils dénoncent les massacres des populations civiles et préconisent une amnistie préalable des insurgés et de leurs chefs,. Ces recommandations sont suivies par le Comité de salut public et le 2 décembre la Convention nationale adopte un décret promettant l'amnistie des insurgés vendéens et chouans qui auront déposé les armes d'ici un mois,,. Les représentants en mission Menuau, Delaunay, Lofficial, Morisson, Gaudin, Chaillon, Auger, Dornier, Guyardin, Ruelle, Bézard, Guezno et Guermeur sont chargés de former une commission permanente pour faire appliquer ces nouvelles mesures. Les discussions ne se font cependant pas sans de violentes altercations : ainsi Auger, Bézard et Guyardin sont marginalisés après s'être opposés à l'amnistie. Dans les six premières semaines de l'année 1795, les derniers prisonniers vendéens sont libérés.
Le 23 décembre 1794, deux ou trois émissaires des représentants en mission, Bureau de La Batardière, Bertrand-Geslin, et peut-être François-Pierre Blin, rencontrent Charette à Belleville,. Charette et Sapinaud se montrent ouverts aux propositions de paix et envoient à leur tour deux émissaires, de Bruc et Béjarry, qui rencontrent les représentants en mission à Nantes entre le 28 et le 30 décembre,. Le 11 janvier 1795, un accord est trouvé pour engager des pourparlers officiels. En revanche, Stofflet signe et fait diffuser le 28 janvier un manifeste rédigé par l'abbé Bernier condamnant le processus de pacification,.

## Les négociations et le traité
Le 12 février, Charette, Sapinaud et plusieurs de leurs officiers rencontrent les représentants en mission au manoir de La Jaunaye, à Saint-Sébastien, près de Nantes,. Poirier de Beauvais, délégué par Stofflet, et Cormatin, le major-général de Puisaye, chef des chouans de Bretagne, sont également présents. Après plusieurs jours de discussions, un accord de paix est conclu le 17 février,. En contrepartie de la reconnaissance de la République et de la remise de leur artillerie, les insurgés obtiennent l'amnistie, la liberté de culte, une exemption d'impôts et de conscription pour une durée de dix ans, la reconnaissance de leurs propriétés, l'organisation d'un corps de 2 000 gardes territoriaux vendéens, le remboursement des bons émis durant la rébellion et dix-huit millions d'indemnités pour la reconstruction de la Vendée,,. La question de la libération du roi Louis XVII reste en suspens. Charette, Sapinaud et Cormatin acceptent le traité, mais ils ne sont pas suivis par certains de leurs officiers hostiles à la paix. Charette s'empresse alors de retourner à Belleville pour mettre de l'ordre dans ses troupes. 

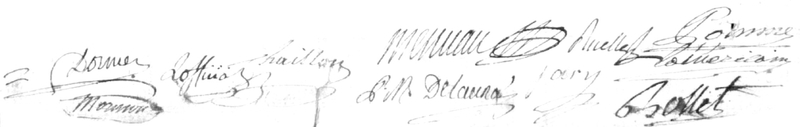
Signatures des représentants de la Convention nationale.

Côté républicain Le traité est signé par les représentants Ruelle, Delaunay, Pomme, Bruë, Lofficial, Chaillon, Bollet, Jary, Menuau, Dornier et Morrisson. 
Le traité n'est signé que par les représentants républicains et n'est pas ratifié par les chefs vendéens. Ces derniers ne contentent de publier une proclamation appelant à la fin des combats et à la reconnaissance de la République.
Cette proclamation est signée par Charette, Fleuriot, Couëtus, Cormatin, de Bruc, Guérin ainé, Caillaud, de Foignard, Goguet, Lepinay, Sauvaget, Baudry, Guérin jeune, Solilhac, Béjarry, de Bruc jeune, Prudhomme, Rejeau, de la Roberie, Rousseau, Bossard le jeune et Auvinet fils ainé.
Stofflet arrive à son tour à La Jaunaye le 18 février. Les représentants lui offrent les mêmes conditions de paix qu'à Charette et Sapinaud, mais il refuse catégoriquement de reconnaître la République. Le 22 février, il rompt les négociations et regagne l'Anjou. Cependant son armée est également l'objet de dissensions et plusieurs de ses officiers signent la paix le 26 février, promettant de ne plus jamais prendre les armes contre la République. Le même jour Charette et Sapinaud font une entrée solennelle dans Nantes et participent à un défilé réconciliateur aux côtés des généraux et des représentants républicains,. Le 14 mars, les accords de La Jaunaye sont ratifiés par la Convention nationale.

## Le lieu du traité

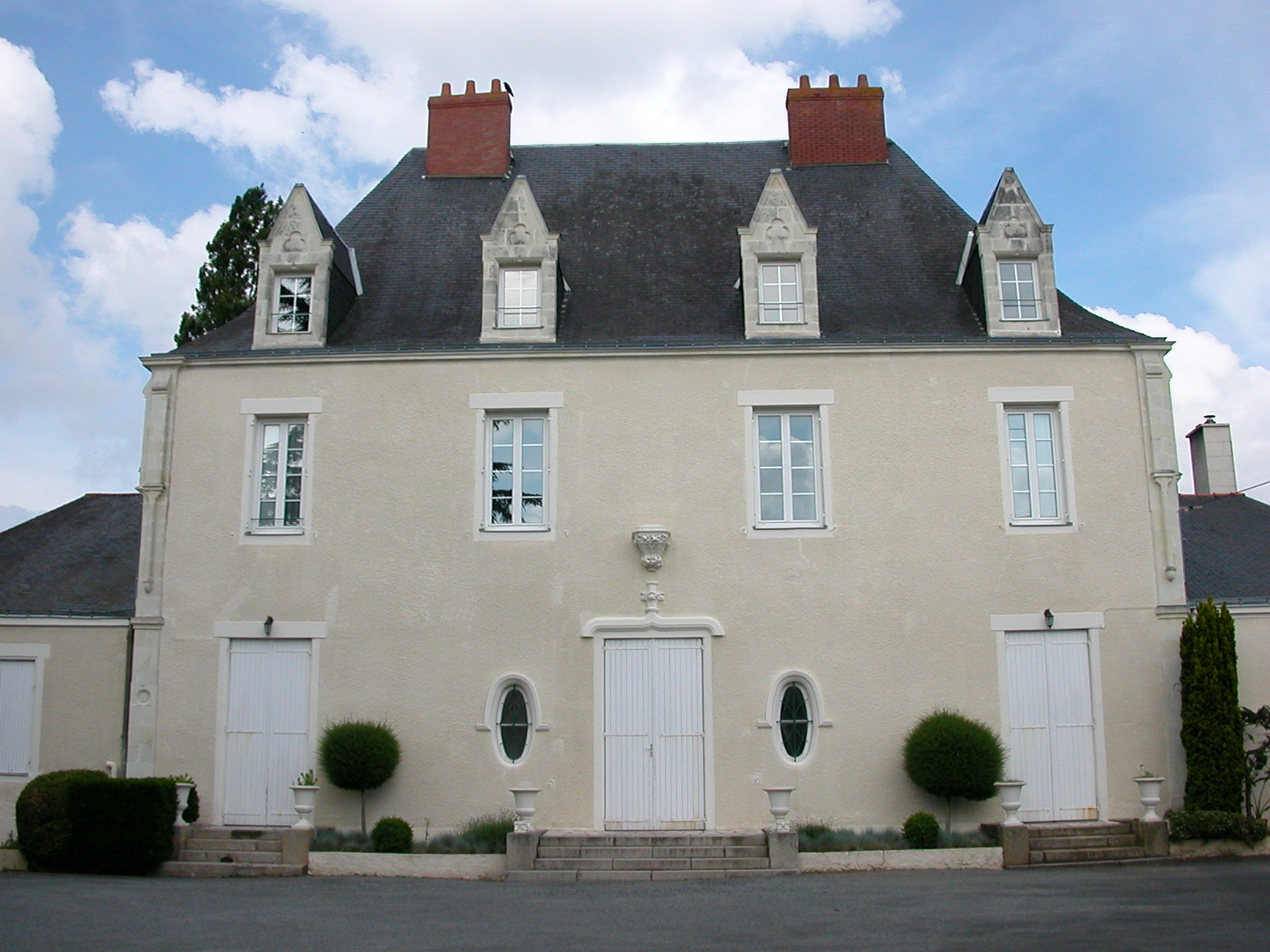
Vue en 2008 du manoir de la Grande Jaunaie.

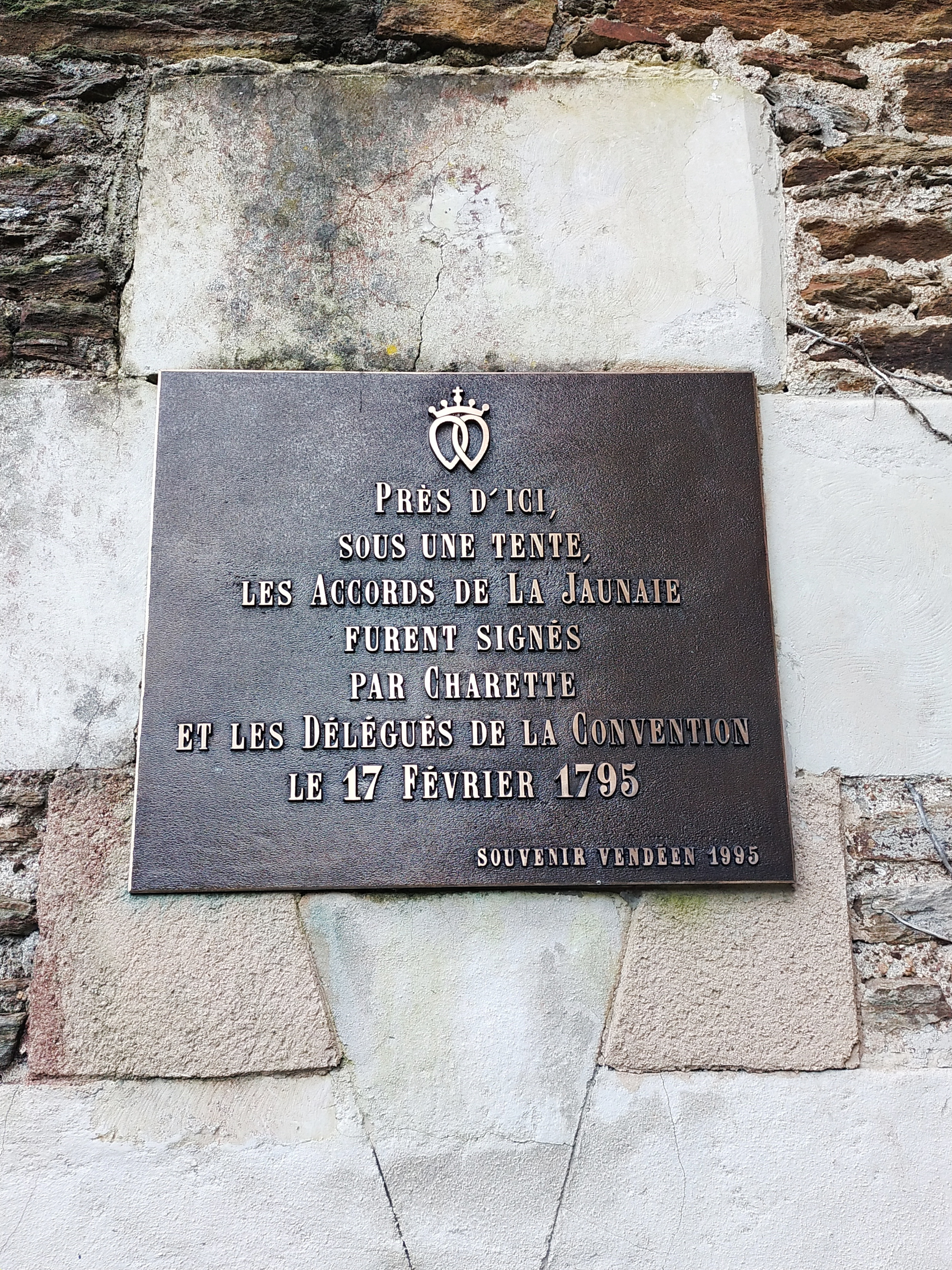
Plaque commémorative (de 1995) des 200 ans du traité de la Jaunaye. La Petite Jaunaie.

Les sources indiquent : manoir de la Jaunaye (ou Jaunaie) ou de la Grande Jaunaie ou de la Petite Jaunaie. 
Il existait en effet à Saint-Sébastien, et il existe toujours, deux manoirs très proches l'un de l'autre  : un de construction ancienne, la Petite Jaunaie (aujourd'hui : demeure particulière, allée François Athanase de Charette de la Contrie) ; un plus récent, la Grande Jaunaie, construit au XVIIIe siècle par le Nantais Claude de Monti, après qu'il eut acheté le très vaste domaine de la Jaunaie (aujourd'hui : Foyer départemental de l'Enfance, rue de la Jaunaie). 
Il semble que la conférence préparatoire au traité ait eu lieu dans le manoir de la Grande Jaunaie et que la signature, sous une tente placée dans le parc, ait eu lieu non loin de l'autre manoir, ce qui explique cette imprécision.

## Division du camp royaliste

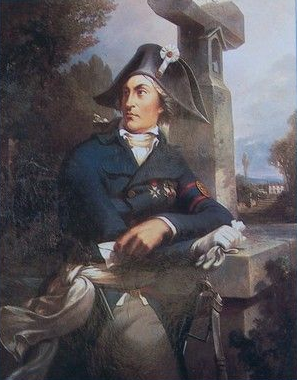
Jean-Nicolas Stofflet, huile sur toile de Thomas Drake, XIXe siècle.

Le traité provoque la division du camp royaliste. Le 4 mars, Stofflet et l'abbé Bernier publient une adresse contre les « ci-devant chefs de la Vendée devenus républicains »,. Le lendemain, Stofflet fait arrêter Prudhomme, le chef de la division du Loroux, qui est condamné à mort et exécuté à coups de sabre pour avoir signé le traité,,. Le 6 mars, les Angevins pillent le quartier-général de Sapinaud à Beaurepaire, emportant ses deux canons, 60 chevaux et la caisse militaire,. Sapinaud manque lui-même d'être capturé et doit s'enfuir à cheval. Stofflet envisage alors d'entrer en force dans le territoire de l'armée du Centre et de l'armée du Bas-Poitou afin de remplacer Sapinaud par Delaunay et Charette par Savin.
Canclaux passe alors à l'offensive contre Stofflet avec 28 000 hommes. En face, l'armée d'Anjou ne peut rassembler que 3 000 combattants. Elle attaque une colonne républicaine à Chalonnes-sur-Loire le 18 mars, puis une autre à Saint-Florent-le-Vieil le 22, mais à chaque fois sans succès. Stofflet bat alors en retraite sur Maulévrier avec les colonnes de Canclaux à ses trousses. Dans les jours qui suivent Cholet, Cerizay, Bressuire, Châtillon, Maulévrier et Chemillé repassent aux mains des républicains. Le 26 mars, Stofflet signe un cessez-le-feu à Cerizay. Le 6 avril, il rencontre Canclaux et neuf représentants en mission près de Mortagne-sur-Sèvre. Stofflet tergiverse pendant quelques semaines et attend les résultats des négociations de la Mabilais menées avec les chouans. Finalement, il signe la paix à Saint-Florent-le-Vieil le 2 mai, aux mêmes conditions qu'à La Jaunaye,,.
Le 20 mai, Charette, Stofflet et Sapinaud se réunissent au quartier-général de l'armée du Centre pour marquer leur réconciliation.

## Rupture du traité
La pacification ne s'avère être qu'éphémère. Entre février et juin 1795, des assassinats et différents incidents enveniment les relations entre royalistes et républicains,. Malgré une nouvelle réunion de conciliation à La Jaunaye le 8 juin, la méfiance l'emporte et les deux camps se préparent à une reprise des combats. Convaincus que les généraux vendéens ne cherchent qu'à gagner du temps, les représentants en mission envisagent de lancer une vaste opération pour les faire arrêter, mais ils doivent renoncer par manque de troupes.
En mai, Charette reçoit à Belleville le marquis de Rivière, aide de camp du comte d'Artois, frère de Louis XVI, qui l'informe de l'imminence d'un débarquement royaliste en Bretagne avec l'aide de l'Angleterre et qui lui demande de faire diversion pour faciliter cette opération. Début juin, Charette est cette fois contacté par le comte de Provence, futur Louis XVIII, qui lui fait part de son souhait de venir se joindre à lui. Le général vendéen lui répond avec enthousiasme le 10 juin. Le 8 juin, Louis XVII meurt à Paris.
Le 25 juin, une flotte britannique arrive en vue de la presqu'île de Quiberon, en Bretagne, et débarque deux jours plus tard à Carnac une armée d'émigrés qui est accueillie par plusieurs milliers de chouans.
Le 24 juin, Charette rassemble ses divisions à Belleville et annonce à ses troupes la rupture du traité de La Jaunaye et la reprise de la guerre. Cette décision soudaine, prise par Charette sans avoir consulté ni ses officiers, ni les généraux des autres armées vendéennes, est accueillie sans enthousiasme par ses hommes. 
Dans ses mémoires le chef vendéen Pierre-Suzanne Lucas de La Championnière rend compte de la démotivation des combattants :

« Lors de l'entrevue de la Jaunais, à l'exception de quelques hommes qui n'avaient jamais porté les armes, nous étions tous partisans de la guerre. L'orgueil que nous avaient inspiré plusieurs victoires successives, la haine envers la République, à laquelle nous nous excitions mutuellement depuis si longtemps, la honte de céder à nos ennemis sans venger la mort de nos parents et les désastres de notre pays toujours présens à nos yeux, le peu de foi que l'on pouvait accorder aux promesses de gens qui avaient agi envers nous comme des barbares, mais surtout l'horreur que nous inspiraient les patriotes que nous regardions comme les auteurs de tous nos maux : tant de motifs joints aux discours de de Launay avaient monté les têtes au point que nous ne désirions que la rupture subite des conférences, et dés le premier jour nous nous fussions volontiers mesurés avec l'escorte des représentans. Aussi, comme au sortir de la tente nos généraux parurent peu satisfaits des républicains, nos cavaliers se mirent à crier : « Vive le Roi ! » et montrèrent leur satisfaction du peu de succès de l'entrevue.
Au moment de notre rappel à Belleville, les esprits étaient bien changés ; sous l'influence des plaisirs que nous avions retrouvés à la ville, des jouissances dont nous étions privés depuis si longtemps, de toutes les douceurs de la paix, de nos liaisons avec plusieurs républicains qui nous firent perdre l'opinion que tous étaient des bêtes féroces, enfin des discours de nos anciens amis, qui avaient souffert encore plus que nous et cependant nous invitaient à mettre bas les armes, nos cœurs s'étaient amollis. Notre misère passée ne nous paraissait plus supportable, nous commencions à voir que nos faibles moyens seraient bientôt épuisés par les efforts de la République, puisqu'il était vrai qu'elle avait vaincu toutes les nations coalisées, ce que nous n'avions jamais voulu croire. »

Sans aucune déclaration de guerre, Charette attaque et prend par surprise le camp des Essarts le 25 juin. Deux jours tard, ses troupes tendent une embuscade à un convoi près de Beaulieu-sous-la-Roche. Les Vendéens regagnent ensuite Belleville avec plusieurs centaines de prisonniers. Le 26 juin, Charette fait publier un manifeste annonçant la reprise des hostilités et dans lequel il prétend que des « articles secrets » du traité de La Jaunaye prévoyaient la libération de Louis XVII et le rétablissement de la monarchie.
L'armée d'Anjou de Stofflet et l'armée du Centre de Sapinaud ne rompent quant à elles pas le traité,. En juillet, elles envoient à Paris deux émissaires, Béjarry et Scépeaux, qui sont reçus par la Convention nationale, mais la reprise d'armes de Charette fait échouer les négociations,. Louis XVIII reconnaît la prééminence de Charette en le nommant à la tête de l'Armée catholique et royale avec le grade de Lieutenant Général,. Stofflet est quant à lui fait Maréchal de camp.

## Commémoration du traité

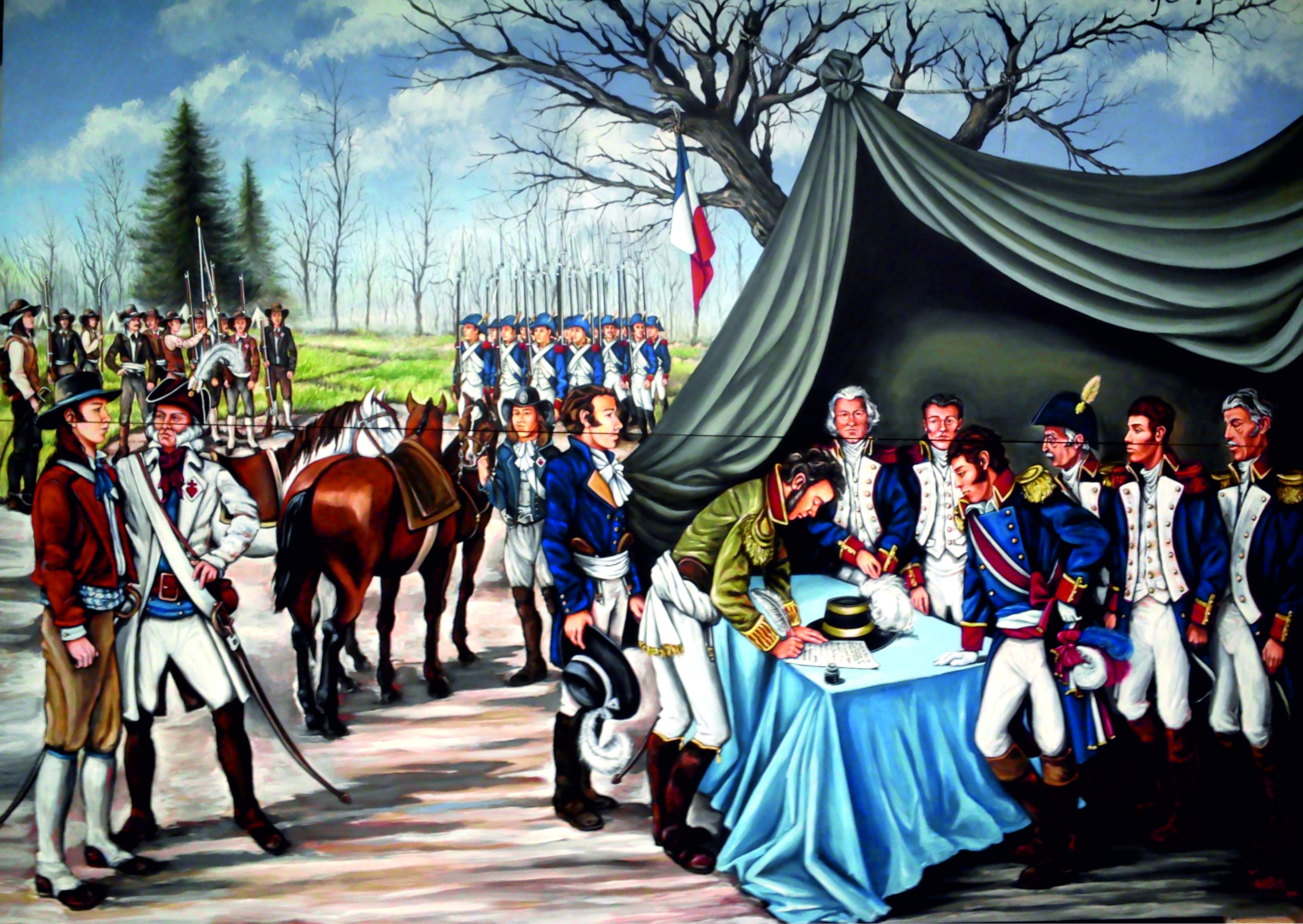
Fresque commémoratif du Traité de la Jaunaye réalisé par l'artiste Diana Taubin

La paix de la Jaunaye a été signée le 17 février 1795 à Saint-Sébastien-sur-Loire, qui alors s'appelait Saint-Sébastien. Ce traité entre Républicains et Insurgés Vendéens devait mettre un terme à une guerre fratricide qui durait depuis le mois de Mars 1793.
 (mars 2017).
Pour célébrer les 220 ans de la Paix de la Jaunaye, Joël Guerriau, maire de Saint-Sébastien-sur-Loire, a demandé à Diana Taubin Stvolinsky, peintre d'origine argentine vivant à Barcelone, une peinture murale rappelant ce moment méconnu de l'histoire locale et de l'histoire de France. Il n'existe qu'une seule image de ce traité, une gravure imprimée sous l'Empire. Cette gravure situe bien la scène dans le parc de la Jaunaye, mais le dessinateur ne connaissait pas la topographie des lieux car il représente des montagnes en arrière-plan. En outre, les arbres ont un feuillage fourni alors qu'on est en février et tous les protagonistes sont en habit républicain. Il fallait donc corriger ces erreurs. Grâce à l'association «les Amis de Saint-Sébastien» et à l'ouvrage de Jean Pageot et de Jean Bruneau «la Vendée Militaire» les républicains et les vendéens ont retrouvé leurs costumes d'époque.
La peinture murale de Diana Taubin est un panneau de 5 m par 3,70 m. À droite sous la tente se trouvent les républicains. Près de la table, Ruelle Représentant en Mission est accompagné de plusieurs généraux. Derrière la tente une troupe de soldats républicains présente les armes. 
À gauche de la table, le chef vendéen Charette signe le traité et derrière lui se trouve Sapinaud un autre chef vendéen. Près de lui, on distingue un porte-drapeau, un tambour-major vendéens. En arrière-plan, des chevaux sont retenus par la bride et une troupe de vendéens dont un membre tient le drapeau de Charette font pendant au groupe de républicains. Tous les vendéens sont identifiés par un cœur vendéen de toile accroché à gauche sur la poitrine.
Le travail de Diana a été long et difficile. Résidant à Barcelone, elle a dessiné plusieurs ébauches du tableau grâce à des échanges par internet avec «les Amis de Saint-Sébastien». Un projet définitif a été adopté début janvier 2015 en concertation avec Joël Guerriau. Diana Taubin a commencé le dessin et la peinture le 15 janvier 2015 sur un panneau synthétique  préparé par les ateliers municipaux. Elle a commencé par peindre en arrière-plan le ciel et les arbres de la forêt qui existait à l'époque, puis la tente où a été signé le traité. La grande difficulté de cette peinture a été la réalisation des différents personnages dans leurs attitudes et surtout dans leurs costumes. Les détails de ces costumes, les couleurs s'inspirent du livre de Jean Pageot et de Jean Bruneau. Une fois terminée la peinture, Diana Taubin met trois couches de vernis acrylique sur l'ensemble du panneau ce qui le protège des intempéries pour de nombreuses années.